# Oberonia indragiriensis
Oberonia indragiriensis är en orkidéart som beskrevs av Rudolf Schlechter. Oberonia indragiriensis ingår i släktet Oberonia och familjen orkidéer.
Artens utbredningsområde är Sumatera. Inga underarter finns listade i Catalogue of Life.